# Schacht Lerche

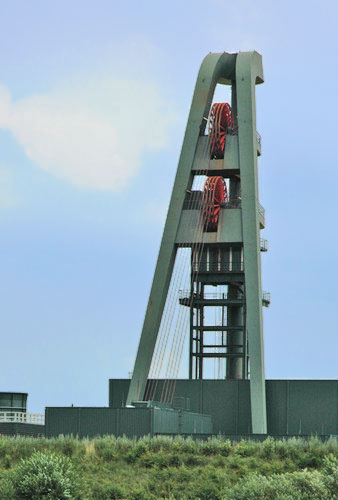
Das Fördergerüst des Schacht Lerche

Schacht Lerche war ein zentraler Bergwerksschacht des am 30. September 2010 stillgelegten Bergwerks Ost in Hamm, in dem noch immer Arbeiten durchgeführt werden. Er gehört heute zur Route der Industriekultur.

## Geschichte
Schacht Lerche war ursprünglich Schacht 7 der Zeche Königsborn und damit zugleich der letzte Schacht, der im Namen und auf Rechnung der Schachtanlage Königsborn errichtet worden war. Teufbeginn war das Jahr 1971. 1972 erreichte dieser Schacht bei 452 m Teufe das Karbon. Er ging 1973 in Betrieb und diente zunächst der Entsorgung der verbrauchten Wetter des Monopol-III-Feldes. Dadurch sollte er den Fortbestand der Zeche Königsborn sichern.
Schacht 7 wurde 1978 mit der Zeche Heinrich Robert (später Bergwerk Ost der Ruhrkohle AG) zusammengeschlossen. Bis 1998 führte er die Abwetter aus der Schachtanlage.
Mit der Zusammenlegung der Zechen Heinrich Robert, Monopol und Haus Aden zum Bergwerk Ost bekam der Schacht eine neue Aufgabe. Für 280 Mio. € wurde er in einen Material-, Wetter- und Seilfahrtschacht umgebaut. Bis zur Stilllegung des Bergwerks Ost wurden hier etwa 800 Bergleute täglich in einem Großkorb und einem kleineren Korb unter Tage befördert. Mit einer Teufe von 1.400 Metern und einem Schachtdurchmesser von etwa 8 Metern ist Schacht Lerche einer der tiefsten Schächte im Ruhrbergbau.
Ein weiterer Superlativ ist seine Kälteanlage, einst die Hauptkühlanlage für das Bergwerk Ost, die auch heute noch in Betrieb ist. Die größte Kälteanlage Europas besitzt eine elektrische Kühlleistung von 20 Megawatt. Bei einem derart tiefen Bergbau, wie er durch das Bergwerk Ost betrieben wurde, haben die Gesteins- und Kohleschichten eine Temperatur von circa 65 °C. Die dadurch aufgeheizte Luft wird mittels dreier Kreisläufe abgekühlt: oberirdisch der Kältemittelkreislauf, der durch Kondensatoren und Verdampfer das Kältemittel kontinuierlich abkühlt. Die dabei entstehende Wärme wird über drei Kühltürme abgeführt. Im zweiten Kreislauf, dem Kaltwasserkreislauf, befindet sich eine 1.400 Meter hohe Wassersäule mit 45 cm Durchmesser im Schacht selbst. Das oben durch den ersten Kreislauf auf 2 °C abgekühlte Wasser sinkt durch Druckrohre bis zum Dreikammer-Rohraufgeber ab, wo es von den hydrostatischen 140 bar auf 30 bar druckreduziert wird. Umgekehrt baut der Dreikammer-Rohraufgeber in dem erwärmten Wasser wieder den benötigten Druck auf, um es im Kreislauf nach oben zu schicken. Unten schließt sich der dritte Kreislauf an, der untertägige Wasserkreislauf, der zu den Wetterkühlern (Luft-Wasser-Wärmetauscher) und zurück führt. Auch nach der letzten Förderschicht müssen noch Arbeiten unter Tage durchgeführt und deshalb die Strecken gekühlt werden.
Das Fördergerüst auf Schacht Lerche stammt aus Werne, allerdings nicht von der bereits 1975 geschlossenen Zeche Werne, sondern von dem 1985 zwecks Erschließung des Nordfeldes neu geteuften Schacht Romberg (Schacht VII) der Zeche Haus Aden in Werne-Langern. Nachdem Schacht Romberg abgeworfen und verfüllt worden war, wurde der 136 Tonnen schwere Förderturm am 28. März 2001 über eine Distanz von 35 Kilometern nach Hamm transportiert. Dadurch entging das Gerüst, das im Volksmund „Golfschläger“ genannt wird, der Verschrottung. Am 29. September 2002 wurde der umgebaute Schacht vom damaligen nordrhein-westfälischen Finanzminister Peer Steinbrück feierlich in Betrieb genommen. Dazu gab es ein Rahmenprogramm mit Schachtfahrten und Besichtigungen.
Die letzte offizielle Seilfahrt am Schacht Lerche wurde von der Nachtschicht des 14. Juli 2011 verfahren. An den darauffolgenden Tagen wurden die Förderung ausgebaut und die Förderseile abgelegt. Anschließend wurde der Schacht verfüllt. Heute steht neben der einstigen Rasenhängebank eine Protegohaube. Bis 2022 soll das gesamte Gelände zurückgebaut werden und ökologisch nachgenutzt werden.